# Челябинский тракторный завод
Челя́бинский тра́кторный заво́д (до 6 октября 1941 года — Челябинский тракторный завод им. И. В. Сталина, до 20 июня 1958 года — Кировский завод наркомтанкопрома в г. Челябинске, с 10 ноября 1971 по 1 октября 1992 года — производственное объединение «Челябинский тракторный завод имени В. И. Ленина») —  это ООО «Челябинский тракторный завод -УРАЛТРАК», который  занимается  производством дизельных двигателей для бронетанковой техники. Также на территории находится ООО «Производственная компания «ЧТЗ», которая занимается сборкой и продажей дорожно-строительной техники. За вклад в Победу СССР в Великой Отечественной войне в народе завод был назван гордым именем «Танкоград».
Численность работающих — более 5 200 человек. Производственная площадь, занимаемая предприятием, составляет 1,2 км2.
Оператором (владельцем) предприятия является ООО «Челябинский тракторный завод — Уралтрак».

## История ЧТЗ

### До войны

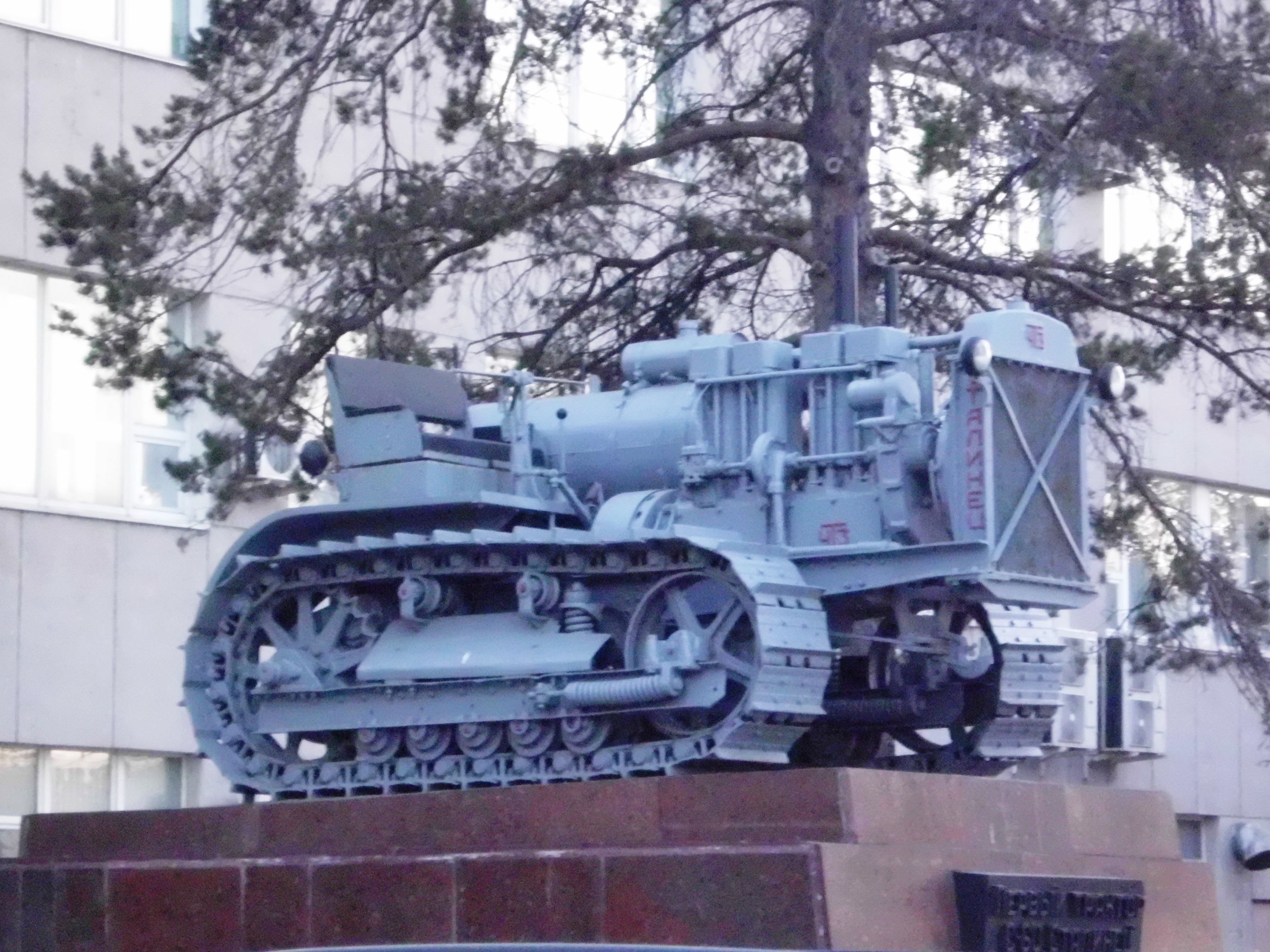
Памятник «Первенец ЧТЗ — трактор С-60» перед зданием заводоуправления ЧТЗ

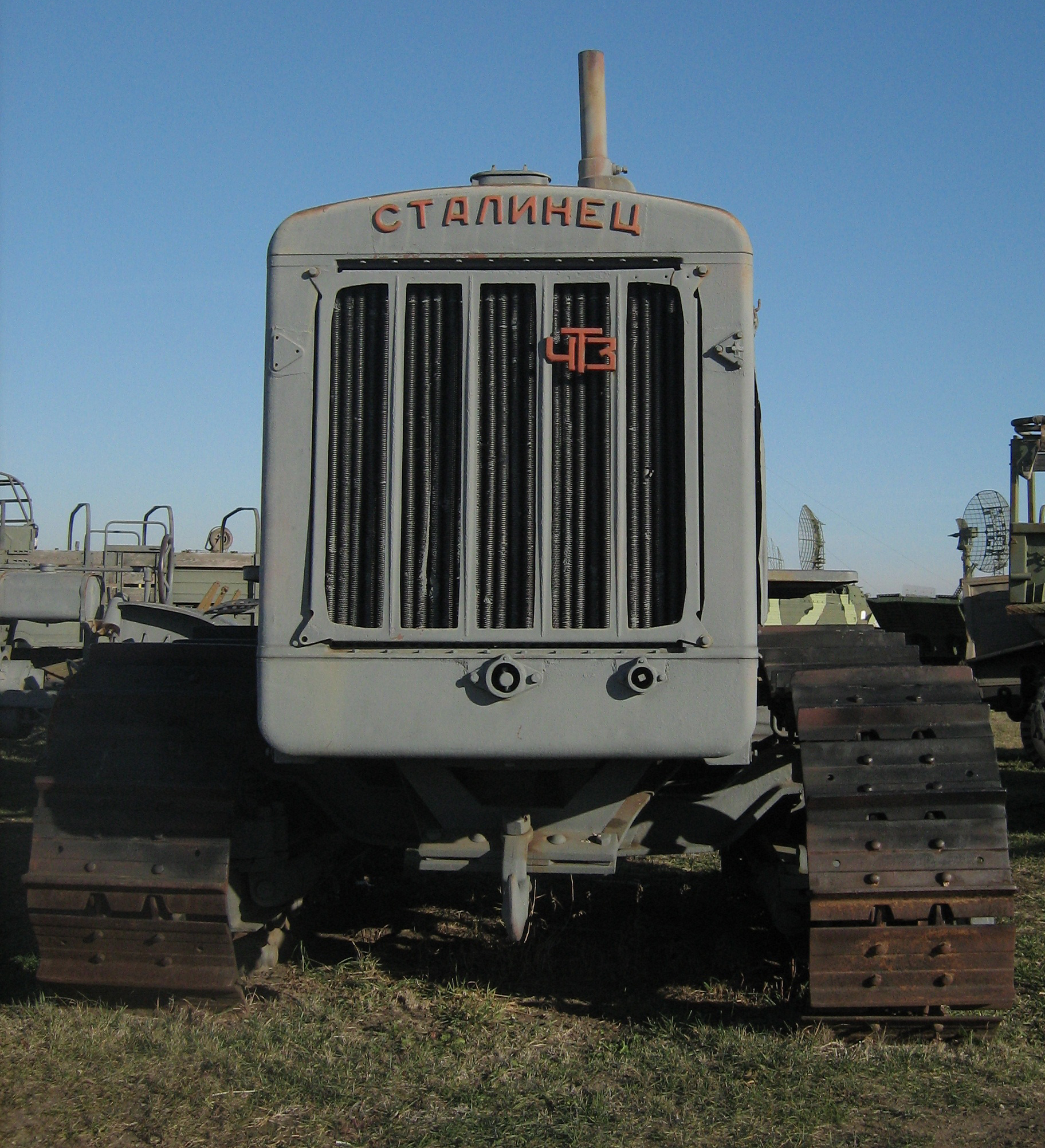
С-65 в музее техники ВАЗа (г. Тольятти)

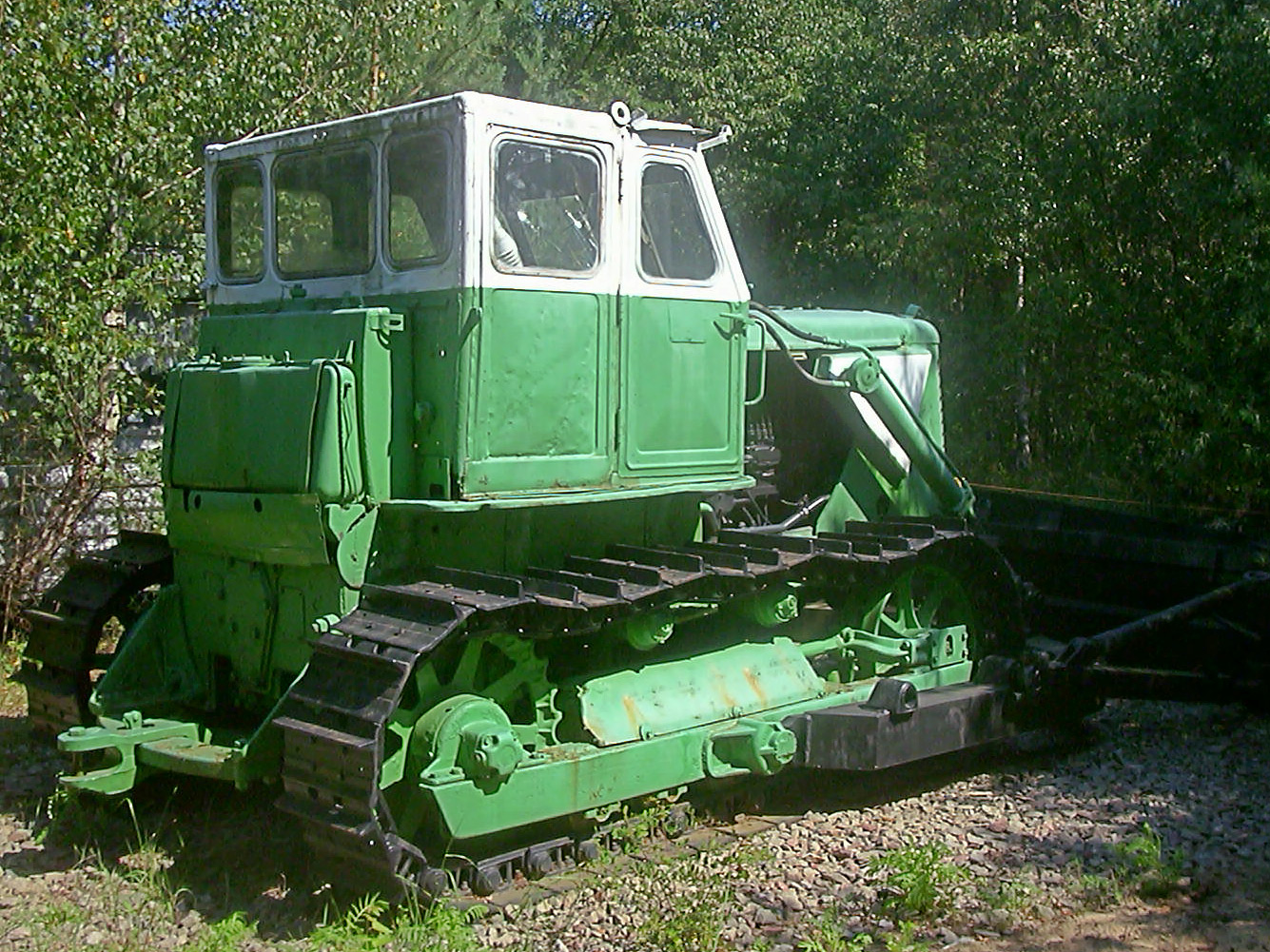
Бульдозер ДЗ-54 на базе трактора Т-100 (1955)

Строительство тракторного завода в Челябинске предусматривалось первым пятилетним планом на 1928—1932 годы, принятым пятым Съездом Советов СССР. 29 мая 1929 года Совет Народных Комиссаров принял постановление о строительстве тракторного завода на Урале. Производственная мощность завода была запланирована на уровне 40 тыс. тракторов в год. В качестве прототипа первого трактора был выбран американский трактор Caterpillar 60. Строительство завода осуществлялось с привлечением специалистов из США и других стран. Проектирование завода осуществлялось архитектурной фирмой «Альберт Кан Инкорпорейтед» из Детройта (США), спроектировавшей до этого Сталинградский тракторный завод (а перед этим, до Великой депрессии 1929—1933 годов — заводы Форда и другие автомобильные заводы США) знаменитого американского архитектора Альберта Кана (1869—1942). С советской стороны проектирование вели архитекторы А. С. Фисенко, В. Швецов и А. Величкин. Строительство велось трестом «Тракторострой» созданным в 1929 году. Руководителем треста Ловиным К. П. в марте 1930 года в Детройте было организовано проектное бюро «Челябинск тракторплэнт» и к 1 июня 1930 года был разработан генеральный план завода на основе эскизного проекта Ленинградского проектного института «Гипромез». Бюро состояло из 40 специалистов из СССР и 12 из США. В конце 1930 года строительство находилось под угрозой из-за разного рода возникших трудностей, в связи с чем было принято постановление ЦК ВКП (б) «О ходе строительства Челябинского тракторного завода», контроль за выполнением которого было возложено на Шверника Н. М.
15 мая 1933 года из ворот сборочного цеха вышел первый гусеничный трактор «Сталинец-60» (С-60). Однако официальное открытие завода состоялось 1 июня. Тракторы С-60 оснащались 4-тактными 4-цилиндровыми карбюраторными двигателями мощностью 72 л. с., работающими на лигроиновом топливе и при весе 9,5 тонн имели максимальное тяговое усилие 4,45 тонн.
1936 год. Тракторы предприятия принимают участие в двух грандиозных экспедициях: «Снежный поход» — пройдя две тысячи километров по Якутии при температуре минус 50 градусов, и Памирский переход на высоте 4 тысячи метров в Туркестанском военном округе.
Май 1937 года. На Всемирной выставке в Париже трактор С-65 отмечен высшей наградой — дипломом «Гран-при».
20 июня 1937 года начат серийный выпуск трактора «Сталинец-65» (С-65) мощностью 65 лошадиных сил с дизельным двигателем. ЧТЗ первым в стране освоил выпуск топливной аппаратуры для дизелей. ЧТЗ стал пионером советского тракторного дизелестроения.
1939 год. ЧТЗ освоил выпуск боевой техники — артиллерийского тягача «Сталинец-2» (С-2) мощностью 105 лошадиных сил.
1940 год. Тракторостроители вели опытные работы по освоению производства тяжёлых танков КВ конструкции ленинградского Кировского завода, и 12-плунжерного топливного насоса «ТН-12» для авиационных двигателей тяжёлых бомбардировщиков. 31 декабря 1940 года государственной комиссией был принят первый челябинский танк.
30 марта 1940. С конвейера сошёл 100000-й трактор. Суммарная мощность выпущенных челябинских тракторов равнялась 6 миллионам лошадиных сил, или десяти Днепрогэсам.

### Завод в годы Великой Отечественной войны
После начала Великой Отечественной войны на заводе продолжали выпускаться трактора, артиллерийские тягачи и тяжёлые танки КВ-1.
В октябре 1941 года ЧТЗ совместно с семью частично или полностью эвакуированными в Челябинск предприятиями, образовали танкостроительный комбинат, позднее неофициально именуемый «Танкоград». В частности, сюда были полностью эвакуированы Харьковский моторный завод № 75 и Ленинградский Кировский завод, в связи с чем 6 октября 1941 года завод был переименован в «Кировский завод Наркомата танковой промышленности в городе Челябинске» (завод № 100). За 38 дней было организовано и 22 августа 1942 года начато производство танков Т-34, в феврале 1943 г. — самоходных артиллерийских установок, в сентябре 1943 г. — тяжёлых танков ИС. В сжатые сроки завод стал одним из главных арсеналов фронта, за годы войны было произведено: 18 тысяч танков и самоходных установок; 48,5 тысяч танковых дизельмоторов; 17,7 миллионов заготовок боеприпасов.
Предприятием было создано 13 типов новых танков и САУ, 6 типов танковых дизельмоторов, в частности модификации В-2. Впервые в мировой практике танкостроения сборка тяжёлых танков была поставлена на конвейер.
За время войны заводу 33 раза присуждались Красные Знамёна Государственного Комитета Обороны за победу во Всесоюзном соревновании. Два знамени оставлены коллективу на вечное хранение.

### После войны

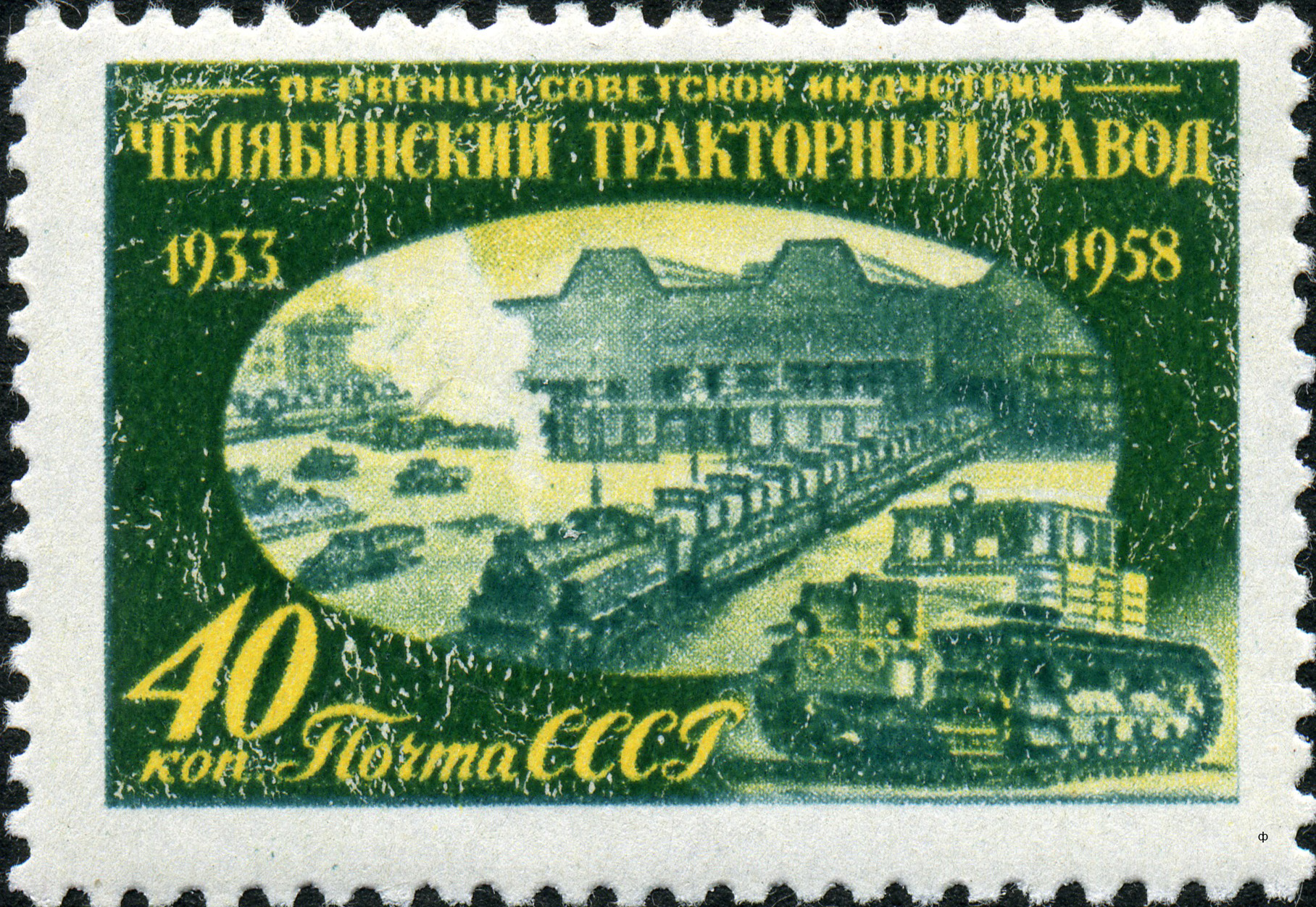
Почтовая марка СССР, 1958 год: Первенцы советской индустрии

5 января 1946 года собран первый трактор «Сталинец-80». В 1956 году создан трактор «Сталинец-100».
20 июня 1958 года завод был переименован в Челябинский тракторный завод.
В январе 1961 года запущен в серийное производство трактор с электромеханической трансмиссией ДЭТ-250.
9 октября 1963 года с главного конвейера сошёл первый серийный трактор Т-100М мощностью 108 лошадиных сил. Для увеличения производительности труда, повышения надёжности и долговечности тракторов при работе в различных климатических условиях (болота, пески, вечная мерзлота и т. д.) были разработаны и внедрены в серийное производство модификации базовой модели. Так в 1964 году ЧТЗ выпускал 22 варианта трактора Т-100М. Данный трактор, включая все его модификации, стал самым массовым за историю предприятия: всего было выпущено 412145 экземпляров.
В конце 60-х годов в условиях действующего производства промышленных тракторов Т-100М начата его коренная реконструкция и техническое перевооружение для начала выпуска тракторов Т-130. 26 мая 1970 года строительство и реконструкция ЧТЗ были объявлены Всесоюзной ударной комсомольской стройкой.
10 ноября 1971 года создано первое в отрасли тракторного и сельскохозяйственного машиностроения СССР производственное объединение «Челябинский тракторный завод имени В. И. Ленина».
6 августа 1982 года на северном склоне Эльбруса на двухкилометровой высоте, где проходил высокогорный фронт Великой Отечественной войны, установлен обелиск в основании которого находятся части изувеченного трактора С-60, применявшегося в качестве военного тягача.

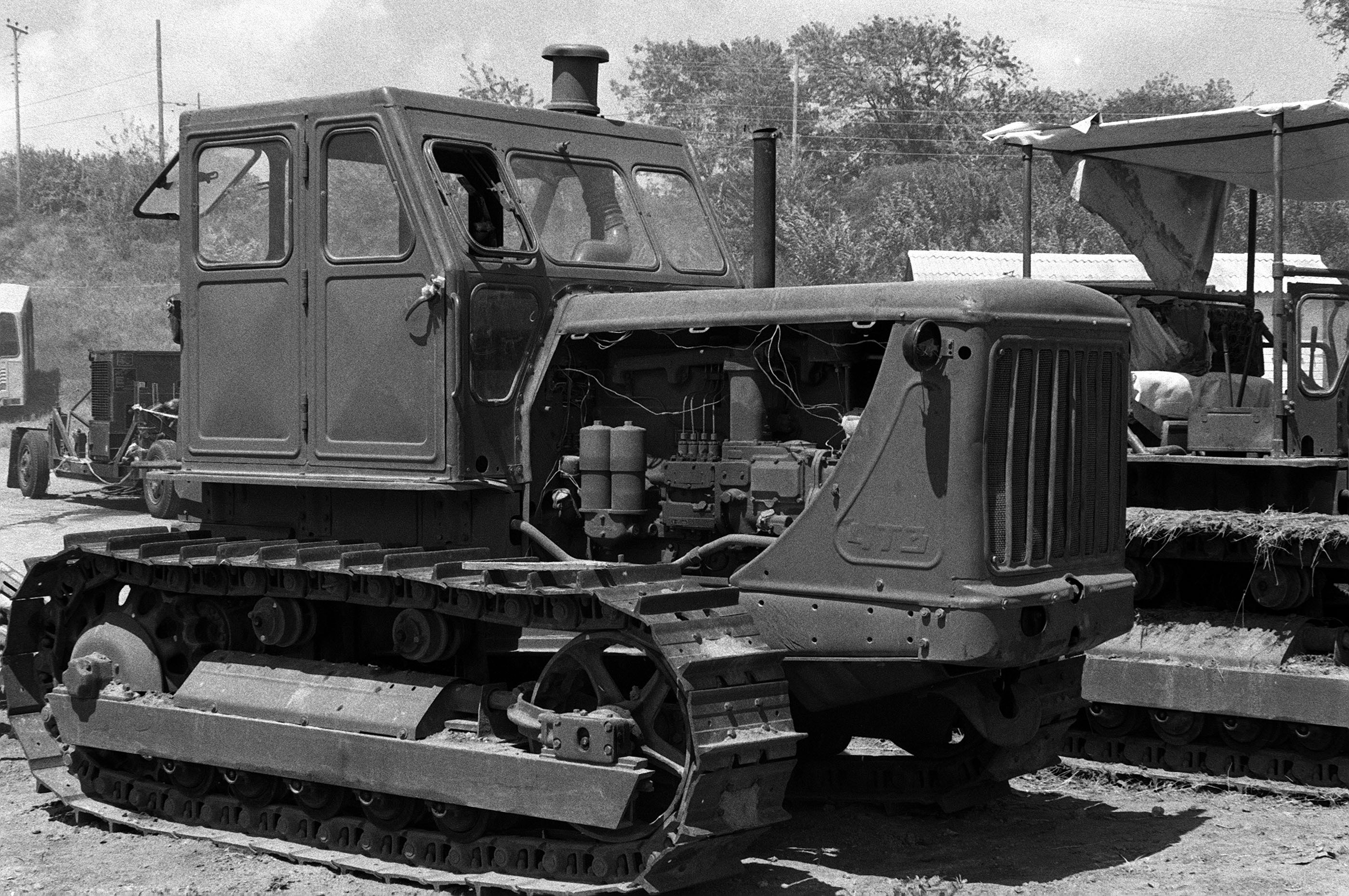
Трактор Т-100

31 мая 1983 года завод был награждён орденом Трудового Красного Знамени.
1 июня 1983 года, к золотому юбилею ЧТЗ, на предзаводской площади установлен на постамент первый трактор С-60 — первая советская гусеничная машина, и был собран первый в мире сверхмощный энергонасыщенный отечественный трактор Т-800 с двигателем мощностью 820 лошадиных сил, предназначенный для разработки особо тяжёлых мёрзлых и скальных пород без взрыва.
3 ноября 1984 года заводом изготовлен миллионный трактор с маркой ЧТЗ (Т-130М).
Март 1988 год — тракторостроители приступили к производству трактора Т-170, оснащённого модернизированным дизельным двигателем. В этом году завод достиг максимальной производительности по выпуску тракторов: с конвейеров сошло 31,5 тысячи машин.
Январь 1989 года — начат серийный выпуск трактора ДЭТ-250М2.
Сентябрь 1990 года — бульдозер-рыхлитель Т-800 занесён в Книгу рекордов Гиннеса как самый большой и производительный в мире.
30 декабря 1990 года — выпущен первый серийный трактор Т10 с гидромеханической трансмиссией.

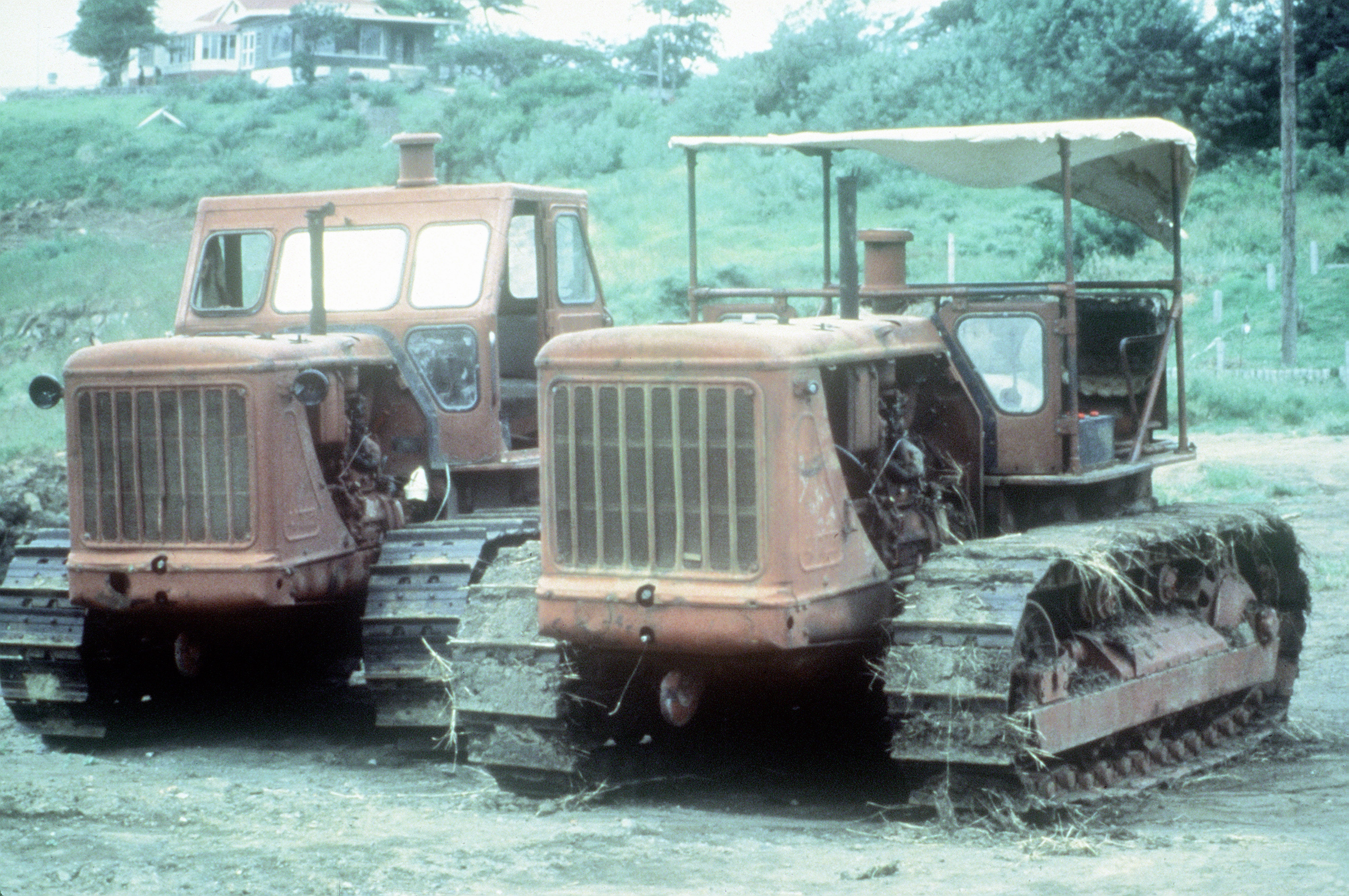
Тракторы ЧТЗ — Т-100 и Т-108

### Завод после 1991

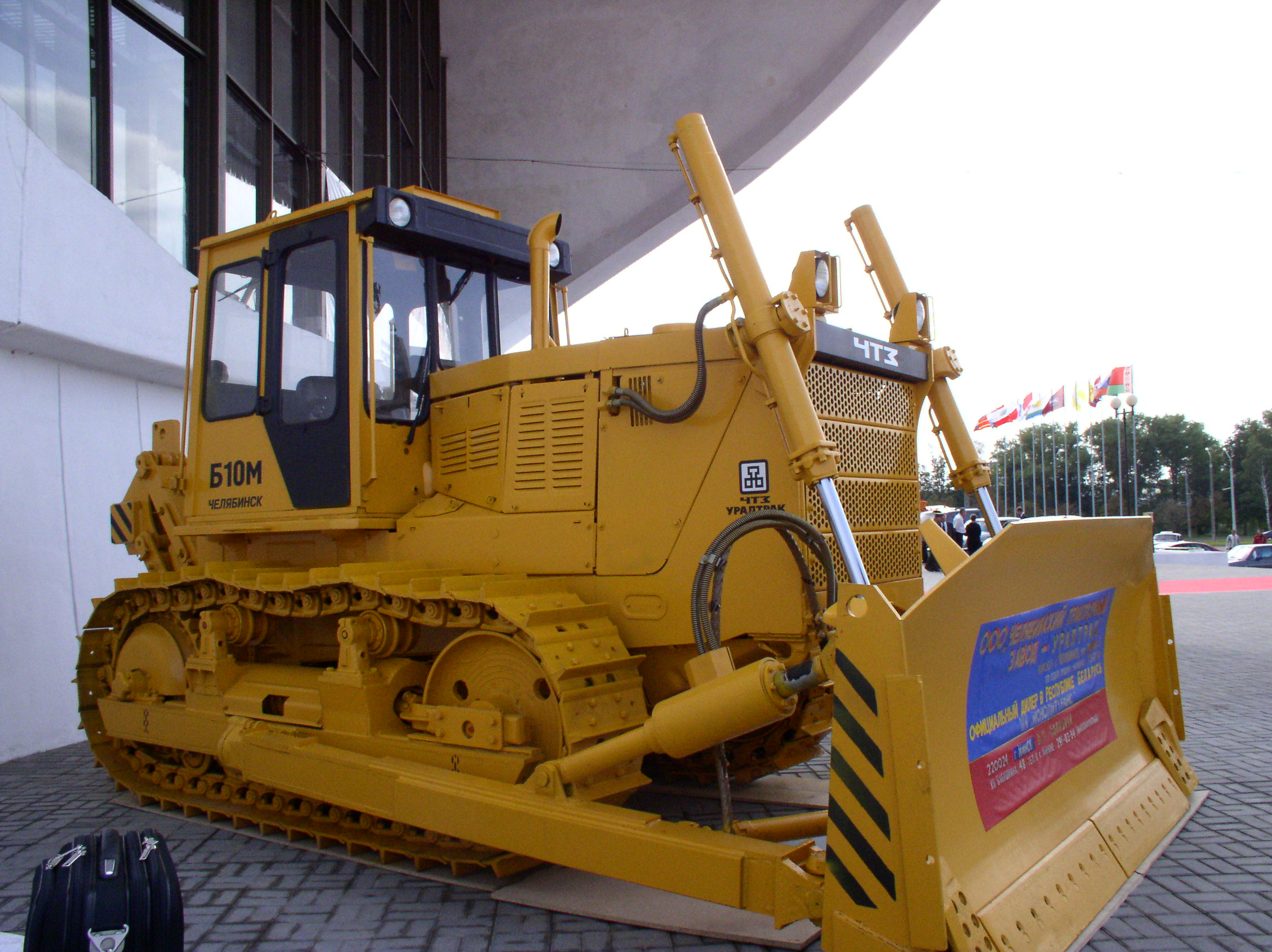
Бульдозер Б-10ПM (2004)

30 апреля 1992 года — Распоряжение Правительства РФ N 835-р "О приватизации производственного объединения «Челябинский тракторный завод имени В. И. Ленина»
1 октября 1992 года — Производственное объединение «Челябинский тракторный завод им. В. И. Ленина» преобразовано в акционерное общество «УРАЛТРАК» (ОАО «УРАЛТРАК») на основании общего собрания акционеров.
27 апреля 1996 года — Акционерное общество «Уралтрак» на основании общего собрания акционеров переименовано в открытое акционерное общество «Челябинский тракторный завод»
1998 год — банкротство, реорганизация, появление нового предприятия: ООО «ЧТЗ-Уралтрак»
Ноябрь 1999 года — освоено серийное производство танкового дизеля В-92 С2.
25 сентября 2000 года на международной выставке «УРАЛСТРОЙ — 2000» (г. Уфа) продукция ЧТЗ была отмечена золотым Кубком первой степени.
1 июня 2002 года — серийное производство трактора Т10.
20 июля 2002 года — изготовлен опытный образец трактора Т3 модульной конструкции.
25 июля 2002 года — открыт первый региональный торговый центр — РТЦ ООО «ЧТЗ-Уралтрак» в Перми.
Октябрь 2002 года — собран опытный образец трактора ДЭТ-320 с двигателем Ярославского моторного завода.
18 декабря 2002 года — получен сертификат качества (Свидетельство об испытании образца) бульдозера Б-10.02 в сертификационном Центре ЕЭС (Германия).
1 июля 2003 года — освоен серийный выпуск трактора Т10М и агрегатов на его базе.
В 2008 году произвёл продукцию на 12,364 млрд руб. (на 16,2 % больше, чем в 2007 году), выпустив:
- 162 трубоукладчика,
- 1 944 бульдозеро-рыхлительных аппарата,
- 71 тяжёлый трактор ДЭТ-250 и ДЭТ-320,
- запасных частей — на сумму 2 млрд 853,766 млн руб. (рост на 28,7 %).

Объём экспорта продукции в 2008 году составил 1,916,4 млрд руб. (рост на 0,2 %). Экспорт запасных частей — 417,83 млн руб. (рост на 5,9 %).

### ЧТЗ в составе Уралвагонзавода
В марте 2011 года Научно-производственная корпорация Уралвагонзавод приобрела 63,3 % акций ЧТЗ. С учётом ранее имеющихся акций Уралвагонзаводу стало принадлежать 80 % акций ЧТЗ. Оставшиеся находятся у правительства Челябинской области, которое ведёт с УВЗ переговоры о передаче этих акций.
Сделка между Уралвагонзаводом и ЧТЗ победила в номинации «Сделка года» ежегодной межрегиональной премии «Итоги года Урала и Сибири-2011».
В составе УВЗ Челябинский тракторный завод должен стать одним из основных предприятий по производству гражданской техники, в частности, дорожно-строительной. На базе ЧТЗ будет выстраиваться дивизион тяжёлого машиностроения.
В 2011 году ЧТЗ выполнил ряд экспортных контрактов. Экспорт осуществлялся практически во все республики бывшего СССР, а также во Вьетнам. Только за январь-август экспорт был увеличен в натуральном выражении на 36 %.
Крупнейшим экспортным контрактом стала поставка Министерству водного хозяйства и мелиорации Туркмении 100 бульдозеров Б-10М, предназначенных для расчистки русел оросительных каналов в пустыне Кара-Кум.
В России ЧТЗ выполнил крупный контракт на поставку 300 единиц специализированной инженерной техники для комплектования региональных пожарно-химических станций Рослесхоза; были поставлены машины для ряда нефтяных и газовых корпораций.
Наличие большого числа контрактов позволило ЧТЗ впервые за последние годы возобновить приём работников.
В 2021 году ЧТЗ начал создавать на своей территории индустриальный парк общей площадью 211,9 га, резиденты которого смогут получить льготные условия для развития производственных проектов.

### ЧТЗ сегодня

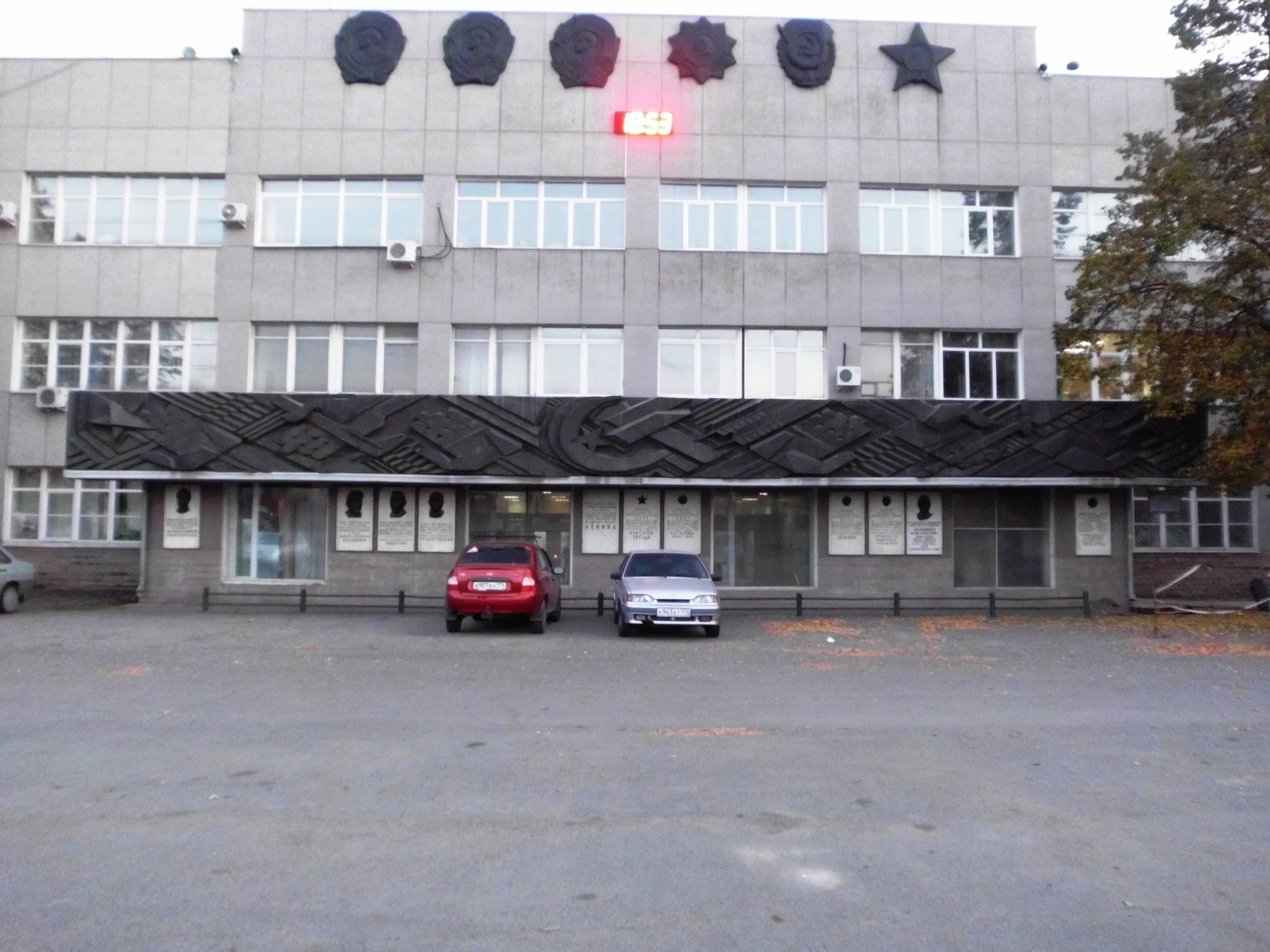
Главная проходная завода в здании заводоуправления, 2018 год

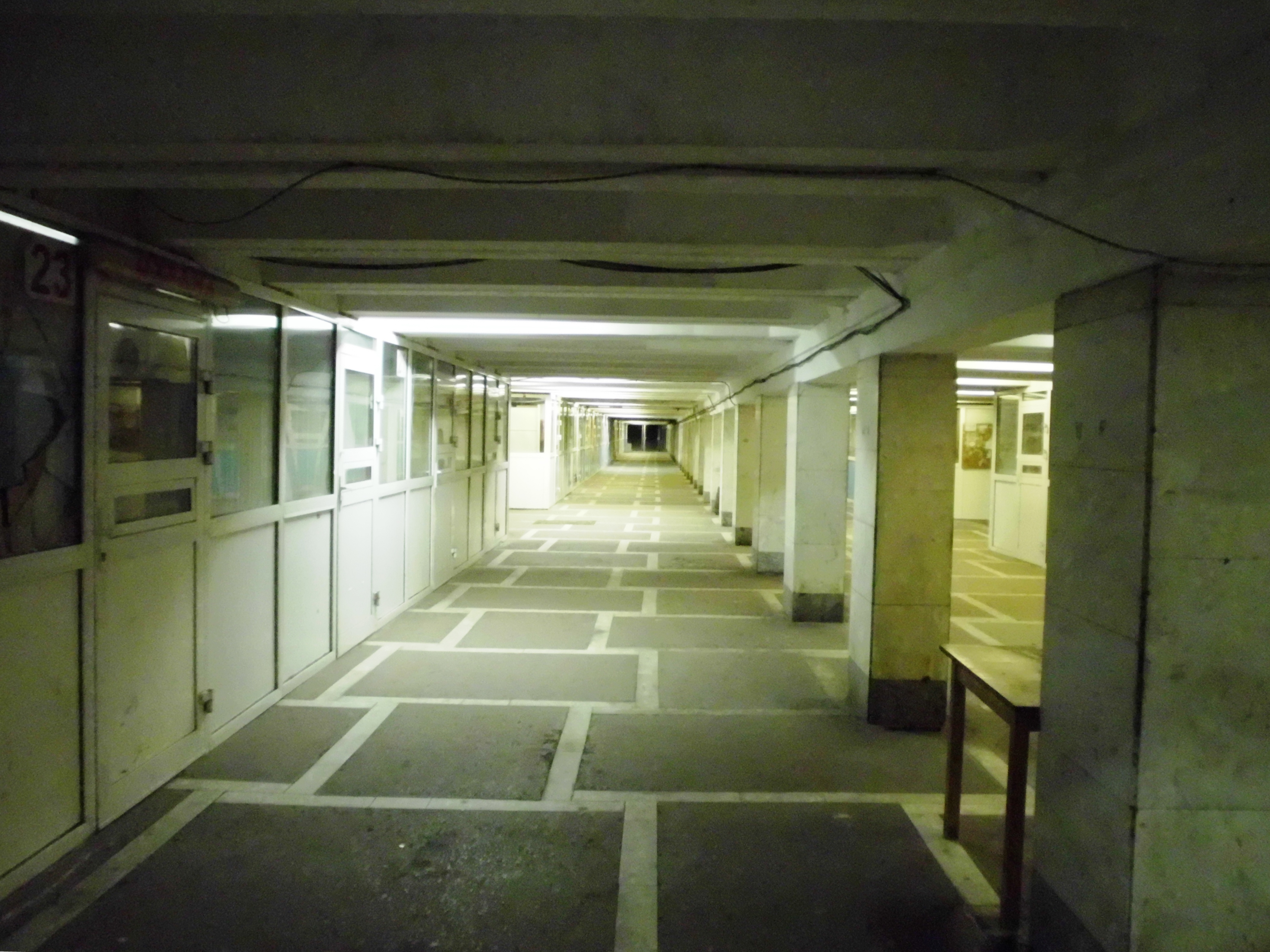
Проходная завода с подземного пешеходного перехода под проспектом Ленина

ООО «ЧТЗ-УРАЛТРАК"  - это предприятие полного цикла по выпуску дизельных двигателей и запасных частей к ним, а также кузнечно-прессовых и литейных изделий (для железнодорожной, нефтяной отраслей, судоходства и автомобилестроения).

### Любопытные факты
ЧТЗ за 80 лет работы изготовил более 1 268 000 тракторов. Они переместили около 350 кубических километров грунта. Им можно было бы покрыть всю поверхность Луны слоем в три с половиной сантиметра. А чтобы перевезти грунт, снятый техникой ЧТЗ, потребовался бы железнодорожный состав длиной в 135,5 миллионов километров. Сами же машины ЧТЗ прошли по планете около 90 миллиардов километров — то есть 600 расстояний от Земли до Солнца.
С 2017 года по заказу силовых структур на ЧТЗ выпускают и партии бронированных модификации тракторов (бронетракторы).
Памятные доски у главной проходной завода:

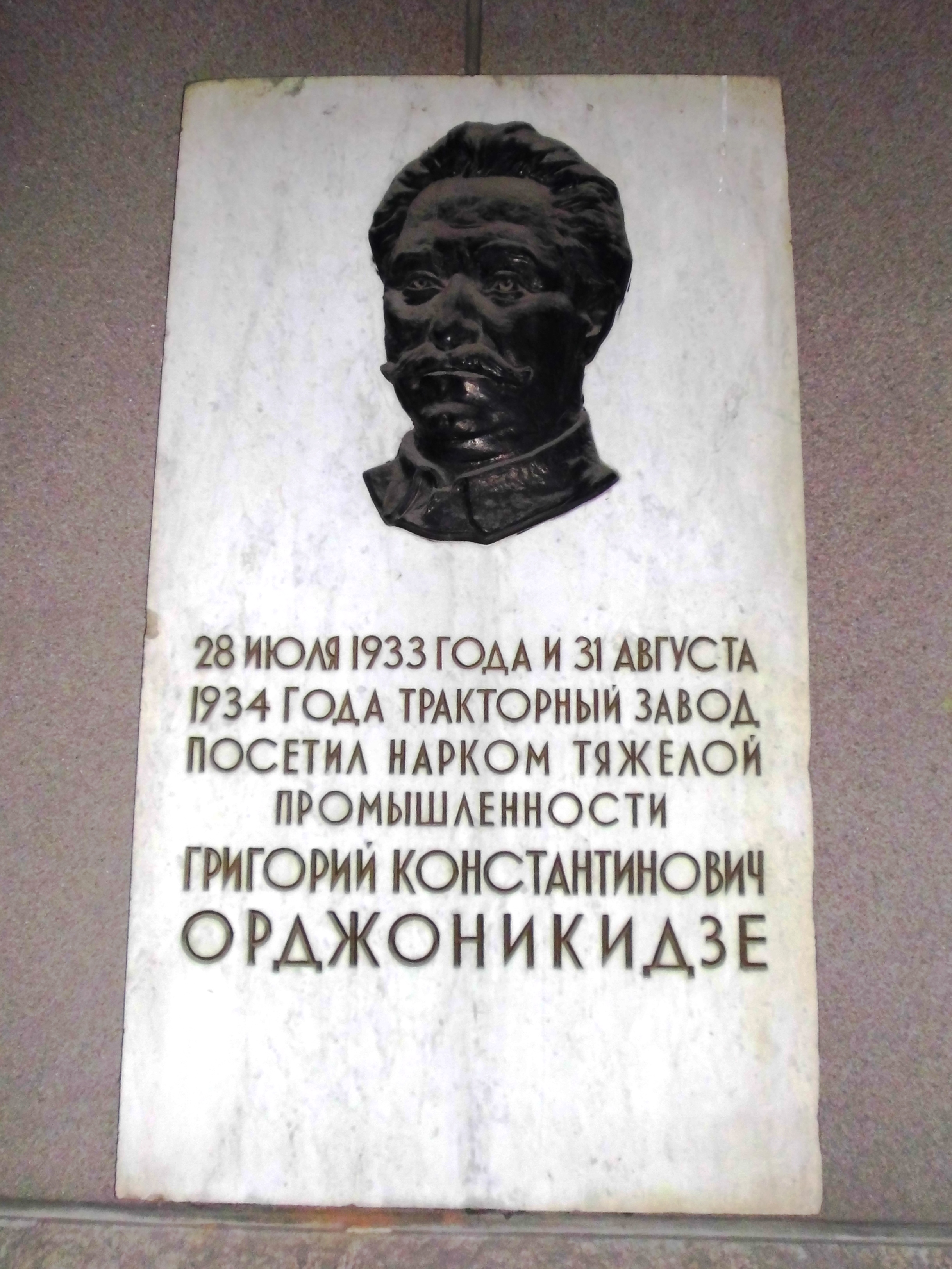
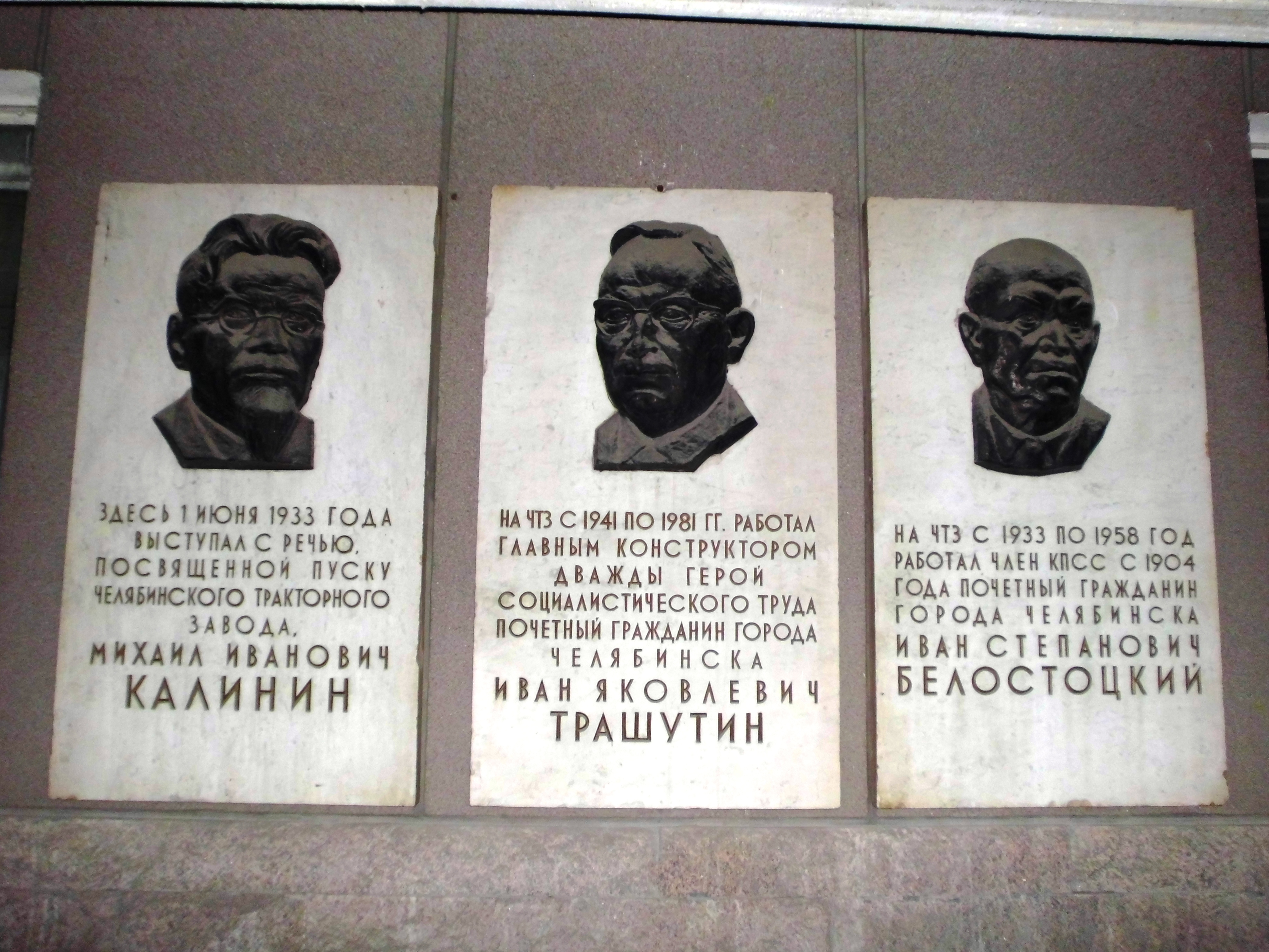
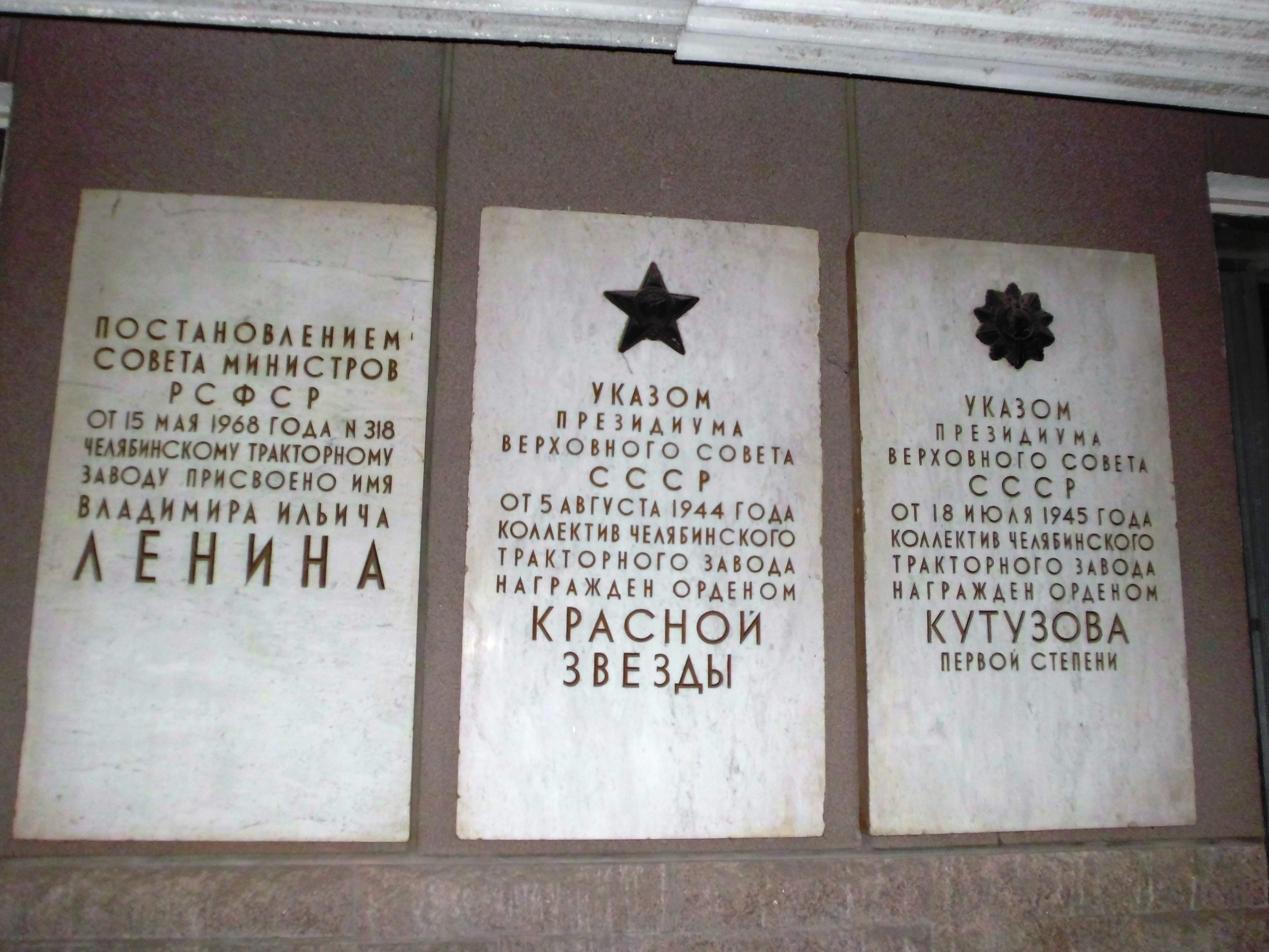
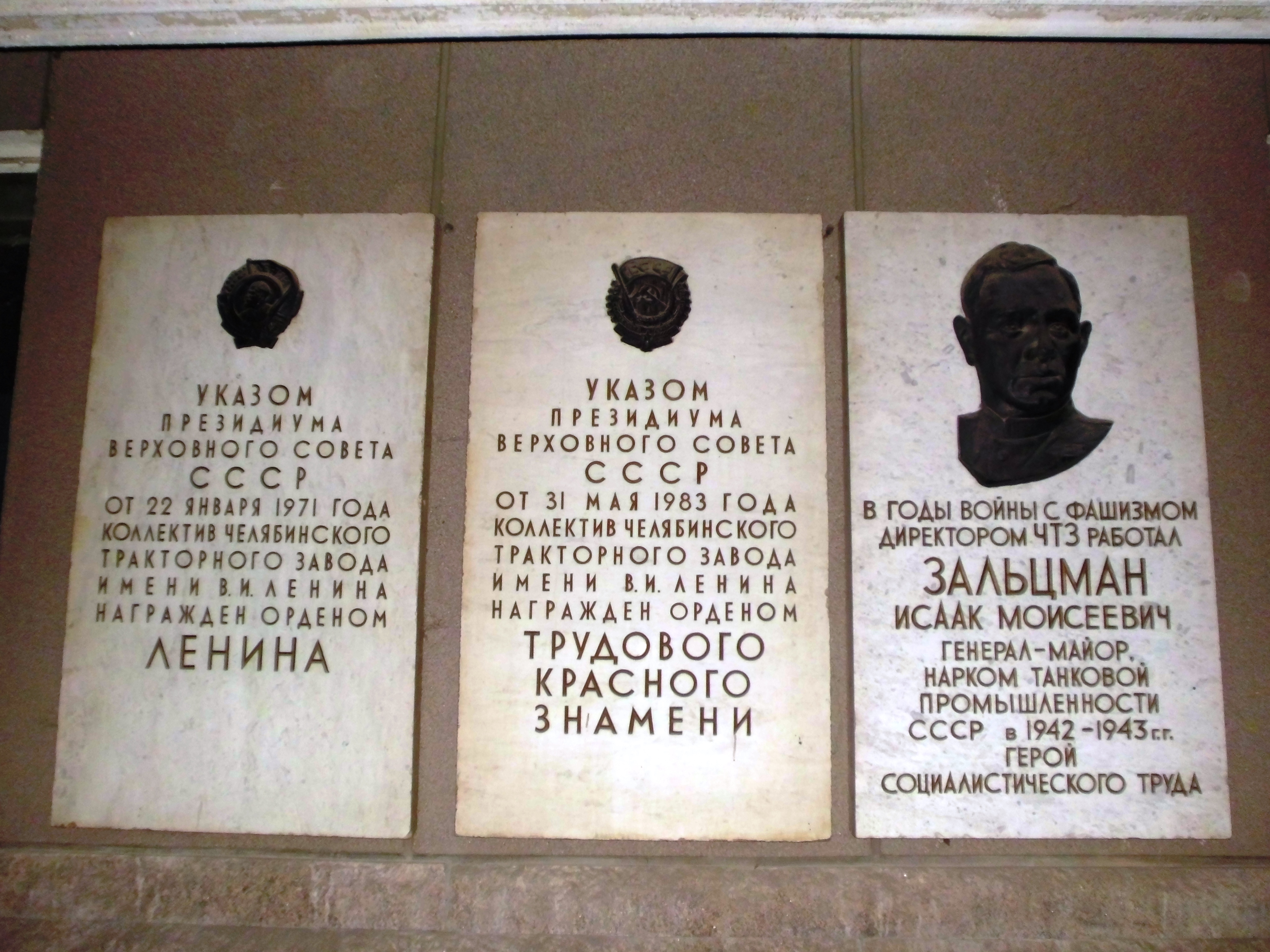
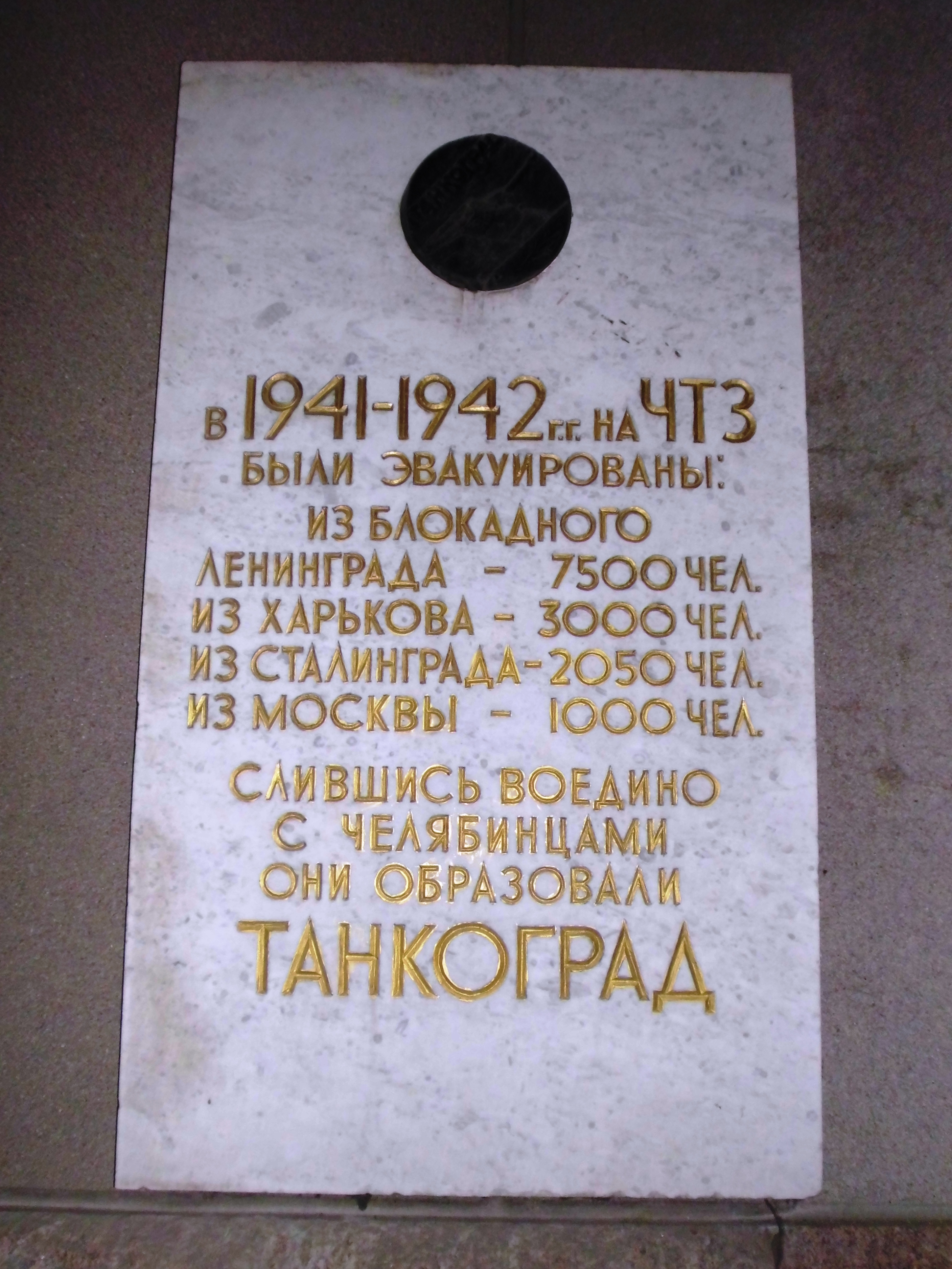

### Санкции
14 сентября 2023 года, в ответ на российское нападение на Украину, завод включён в блокирующий санкционный список США. Ранее, в июле 2023 года, завод попал в санкционный список Украины как «предприятие, специализирующееся на производстве дизельных двигателей и военной техники для нужд Вооруженных сил Российской Федерации». 18 декабря 2023 года завод включён в санкционный список всех стран Евросоюза так как он производит двигатели для танков «которые используются Вооруженными силами России во время агрессивной войны против Украины». 21 февраля 2024 года завод включён в санкционный список Канады против организаций связанных с военно-промышленным комплексом»». По аналогичным основаниям завод находится под санкциями Японии.

## Награды
- Орден Ленина (1971),
- Орден Трудового Красного Знамени (1983),
- Орден Кутузова 1-й степени (1945),
- Орден Красной Звезды (1944).
- Орденом Ленина награждены опытный завод (1944) и конструкторское бюро по дизелям (1945).
- 12 тракторостроителей удостоены звания Героя Социалистического труда.
- 25 августа 2003 года — ООО «ЧТЗ — Уралтрак» награждено Орденом Дружбы государства Вьетнам[37].

## Директора
- Ловин Казимир Петрович (?) — нач. Тракторостроя
- Сафразьян Леон Богданович (?) — нач. Тракторостроя
- Ильичёв Василий Иванович (апрель 1931 — сентябрь 1932)
- Ловин Казимир Петрович (1932—1934)
- Брускин Александр Давидович (1934—1936)
- Нестеровский Израиль Яковлевич (1936 — июль 1938)
- Соломонович Илья Давидович (1939-1941)
- Зальцман Исаак Моисеевич (октябрь 1941 — февраль 1942)
- Махонин Сергей Несторович (февраль — ноябрь 1942)
- Горегляд Алексей Адамович (ноябрь 1942 — февраль 1943)
- Длугач Моисей Абрамович (февраль — июнь 1943)
- Зальцман Исаак Моисеевич (июнь 1943 — июль 1949)
- Скачков Семён Андреевич (июль 1949 — апрель 1954)
- Крицын, Александр Ильич (1954—1961)
- Зайченко Георгий Васильевич (1961—1979)
- Ложченко Николай Родионович (1979—1995)
- Поздеев Валерий Семёнович (ноябрь — декабрь 1995)
- Кичеджи Василий Николаевич (декабрь 1995 — февраль 1998)
- Платонов Валерий Михайлович (февраль 1998 — август 2011)
- Млодик Семён Геннадьевич (август 2011 — октябрь 2012)
- и. о. Голыгин Сергей Александрович (октябрь 2012 — ноябрь 2013)
- Воропаев Виктор Викторович (ноябрь 2013 — июнь 2015)
- Михель Евгений Валерьевич (июнь 2015 — июнь 2016)
- и. о. Юматов Вячеслав Геннадьевич (с июня 2016)
- Генеральный директор Тихомирова Елена Юрьевна (в настоящий момент).